# Parsac-Rimondeix
Parsac-Rimondeix ist eine ehemalige französische Gemeinde mit 713 Einwohnern (Stand: 1. Januar 2022) im Département Creuse in der Region Nouvelle-Aquitaine. Sie gehörte zum Arrondissement Aubusson.
Sie entstand mit Wirkung vom 1. Januar 2016 als Commune nouvelle durch Zusammenlegung der bis dahin selbstständigen Gemeinden Parsac und Rimondeix, die fortan den Status als Communes déléguées besaßen. Der Verwaltungssitz befand sich in Parsac.
Der Erlass der Präfektin vom 27. September 2024 legte mit Wirkung zum 1. Januar 2025 die Eingliederung von Parsac-Rimondeix als Commune déléguée zusammen mit der früheren Gemeinde Blaudeix zur neuen Commune nouvelle Parsac fest. Die bisherigen Communes déléguées von Parsac-Rimondeix verloren gleichzeitig ihren Status.